# Oblačina
Oblačina es un pueblo ubicado en la municipalidad de Merošina, en el distrito de Nišava, Serbia.

## Superficie
Posee una superficie de 5,647 kilómetros cuadrados.

## Demografía
Hasta 2011 la población era de 447 habitantes, con una densidad de población de 79,16 habitantes por kilómetro cuadrado.